# ZDF 2
ZDF 2 war der Name eines vom Zweiten Deutschen Fernsehen betriebenen Fernsehkanals, welcher vom 1. Januar 1984 bis 30. November 1984 im Rahmen des Kabelpilotprojektes ausgestrahlt wurde. Der Sender strahlte Sendungen des ZDF-Hauptprogramms zeitversetzt unter dem Motto Zeitalternatives Fernsehen aus, teilweise auch Sendungen vom gleichen Tag noch vor der Ausstrahlung im regulären ZDF-Programm. Darüber hinaus wurden auf dem Kanal Sendungen der Ersten Privaten Fernsehgesellschaft (EPF), einer Tochterfirma der Regionalzeitung Die Rheinpfalz und deutscher Zeitungsverleger, ausgestrahlt. EPF bot in diesem Zusammenhang Sendungen mit informativen, regionalen, volkstümlichen und unterhaltenden Inhalten an. Zeitweise wurde auch eine Telezeitung ausgestrahlt.
Verbreitet wurde der Sender ab dem 1. Januar 1984 in den Kabelpilotprojekten Ludwigshafen am Rhein auf Kanal 13 sowie ab April 1984 im Kabelnetz von München.
ZDF 2 stellte seinen Sendebetrieb bereits 11 Monate nach dem Start zugunsten des gemeinsam von ZDF, ORF und SRG veranstalteten Senders 3sat ein.